# ビャルキ・ステイン・ビャルカソン
ビャルキ・ステイン・ビャルカソン（Bjarki Steinn Bjarkason, 2000年5月11日 - ）は、アイスランド・レイキャヴィーク出身のサッカー選手。アイスランド代表。ヴェネツィアFC所属。ポジションはMF。

## クラブ経歴
2. テイルト・カルラ (3部リーグ)のクラブで経て、2018年にÍAアクラネースに加入。同年シーズンは1. テイルト・カルラ (2部リーグ)で優勝し、2019年シーズンはウルヴァルステイルト (1部)で20試合3ゴールを記録。
2020年8月21日、イタリア・セリエBのヴェネツィアFCと契約したことが発表された。
2022年1月14日、セリエCのUSカタンザーロ1929に半年間の期限付き移籍で加入した。
2023年1月20日、セリエCのカルチョ・フォッジャ1920に半年間の期限付き移籍で加入した。

## 代表歴
2016年から各ユース世代のアイスランド代表に随時招集されている。